# Софосбувір/даклатасвір
Даклатасвір/софосбувір (SOF/DCV), що продається під торговою маркою Sovodak, є комбінованим препаратом для лікування гепатиту C. Це препарат першої лінії лікування, ефективний проти всіх підтипів захворювання. Ефективність становить понад 90%. Його можна застосовувати особам віком від 3 років. Його зазвичай приймають перорально один раз на день протягом 12 тижнів у формі однієї комбінованої таблетки або двох окремих препаратів. 
Поширені побічні ефекти включають головний біль, втому, нудоту та біль у животі. Серйозні побічні ефекти трапляються рідко. Застосування даклатасвіру та софосбувіру не вважається шкідливим під час вагітності, проте воно недостатньо вивчене.  Препарат містить даклатасвір, інгібітор вірусної РНК-полімерази NS5A, та софосбувір, нуклеотидний інгібітор вірусної РНК-полімерази NS5B.
Станом на 2022 рік це був найпоширеніший метод лікування гепатиту С у країнах із низьким і середнім рівнем доходу.  Ця комбінація не була схвалена у США, і у 2019 році продаж даклатасвіру в країні було припинено. Він включенний до списку основних лікарських засобів Всесвітньої організації охорони здоров’я. Це найдешевше сучасне лікування гепатиту С, вартість якого становить від 50 до 1400 доларів США. 

## Медичне використання

### Дозування
Комбінація препаратів містить 400 мг софосбувіру і 60 мг даклатасвіру та досліджується з 2015 року. 

## Суспільство і культура
Ця комбінація випускається іранською компанією під торговою назвою Sovodak. Вона була схвалена Іранським управлінням з контролю за продуктами та ліками в жовтні 2015 року і використовується в Ірані як препарат першої лінії для лікування всіх генотипів гепатиту С.

## Дослідження
Схожість між вірусом гепатиту С та SARS-CoV-2 спонукала деяких дослідників вивчати ефективність софосбувіру/даклатасвіру проти COVID-19. Три нещодавно опубліковані дослідження показали, що ця комбінація може бути ефективною проти COVID-19, хоча ці результати потребують підтвердження в більш масштабних дослідженнях.  
У жовтні 2020 року метааналіз виявив значно нижчий ризик загальної смертності серед госпіталізованих пацієнтів із COVID-19, які отримували цю комбінацію препаратів.